# Roberto Varela
Roberto Varela Fariña (n. Meaño, Pontevedra, Galicia, España, 22 de marzo de 1959) es un diplomático, político y filósofo[cita requerida] español. Desde 2009 a 2012 fue consejero de Cultura y Turismo de la Junta de Galicia y desde ese último año hasta mayo de 2017 fue embajador de España en Uruguay. Actualmente es consejero de Asuntos Culturales en la Embajada de España en Francia.

## Biografía
Nacido en la localidad pontevedresa de Meaño en el año 1959. Se licenció en Filosofía por la Universidad de Barcelona y seguidamente se trasladó a Francia donde se licenció en Relaciones Internacionales por la Ecole des relations Internationales (ILERI) de la ciudad de París.
En el año 1989 tras su vuelta, ingresó en la carrera diplomática, entrando en el Ministerio de Asuntos Exteriores donde pasó a ser jefe del Área de Relaciones Económicas con América Latina. Al cabo del tiempo fue destinado a trabajar en las embajadas de España en Bonn (Alemania) y Kuwait.
Años más tarde en 2004 se trasladó a los Estados Unidos, donde desempeñó la función de cónsul de España en la ciudad de Nueva York, estando también a cargo de los asuntos culturales.
El día 20 de abril de 2009, fue nombrado consejero de Cultura y Turismo de la Junta de Galicia en el gobierno autonómico presidido por Alberto Núñez Feijóo que es perteneciente al Partido Popular (PP), pero Roberto Varela no está afiliado ya que se declara independiente. Posteriormente en enero de 2012 dejó la Consejería, siendo sucedido por Jesús Vázquez Abad, debido a ser nombrado desde el mes de marzo de ese año como embajador de España en Uruguay en sucesión de la anterior embajadora Aurora Díaz-Rato Revuelta, tras haberle presentado las cartas credenciales al presidente del país José Mujica. En mayo de 2017 cesa en el cargo, sustituido por Javier Sangro. Por resolución de 3 de julio de 2018 del Ministerio de Asuntos Exteriores, es designado consejero de Asuntos Culturales en la Embajada de España en Francia.

## Condecoraciones
- Oficial de la Orden de Isabel la Católica, (6 de diciembre de 2012).